# Радоје Чоловић
Радоје Чоловић (Југово, 25. јануар 1944) српски је хирург, академик и редовни члан Одељења медицинских наука Српске академије наука и уметности од 5. новембра 2009.

## Биографија
Радоје Чоловић је рођен 25. јануара 1944. године у селу  Југово код Пљеваља од мајке Даринке и оца Боже Чоловића.
Завршио је основне студије на Медицинском факултету Универзитета у Београду 1968, специјалистички испит из опште хирургије 1976, усавршавао се на Травеноловом курсу за мембранске оксигенаторе 1978, из области хирургије јетре, жучних водова и панкреаса у Уједињеном Краљевству као стипендиста Британског савета 1981—82. и завршио је докторат 1983. године. Радио је као редовни професор на Медицинском факултету Универзитета у Београду 1995, као директор Прве хируршке клинике 1999—2000, као начелник до 2009. и као професор емеритус на Медицинском факултету Универзитета у Београду 2010. године. Уредник је Српски архив за целокупно лекарство, Acta chirurgica Iugoslavica, Archives of Gastroenterohepatology, Војносанитетски преглед, члан је редакције Енциклопедије српског народа за медицину и сарадник у Матици српској и сарадник је Српског биографског речника Матице српске.
Члан је Српског лекарског друштва од 1968, редовни је члан Академије медицинских наука Српског лекарског друштва од 2000, члан је Научног друштва Србије од 2002, Научног друштва за историју здравствене културе Србије од 2003, председник је Српског лекарског друштва 2009—2015, редовни је члан Одељења медицинских наука Српске академије наука и уметности од 5. новембра 2009, члан је Одбора за проучавање живота и дела српских научника и писане историје САНУ, члан је и помоћник уредника за медицинске науке, члан је Одбора за кардиоваскуларну патологију, Одбора за објављивање академских беседа, председник је Стручног савета Библиотеке САНУ, члан је Савета Архива САНУ и председник је Одбора за обележавање 176. годишњице од рођења академика Владана Ђорђевића, члан је Међународног друштва за хирургију, Европске дигестивне хирургије, Међународне хепато-панкреато-билијарне асоцијације и Међународног колеџа за дигестивну хирургију.
Добитник је годишње награде Српског лекарског друштва као најбољи дипломирани студент 1968, годишње награда Српског лекарског друштва за научноистраживачки рад 2000, плакете Савета лекарских друштава Југославије, повеље и плакете Српског лекарског друштва, друге награде на конгресу IASGO у Цириху 2004, дипломе Војномедицинске академије 2011, награде за животно дело Српског лекарског друштва 2014. и медаље „Владан Ђорђевић” 2016. године.
Објавио је 320 радова, 19 у иностраним и 181 у домаћим часописима, 5 у зборницима радова с међународних конгреса, 22 у зборницима с домаћих конгреса, 39 у зборницима резимеа с међународних конгреса и 54 резимеа радова са домаћих конгреса. Одржао је 96 предавања, укључујући уводна предавања на конгресима и симпозијумима, аутор је и 4 књиге.